# Эол (Еврипид)
«Эол» (др.-греч. Αἴολος) — трагедия древнегреческого драматурга Еврипида (V век до н. э.) на сюжет, связанный с мифологией. Её текст практически полностью утрачен, надёжных данных о сюжете нет. Сохранилась часть гипотесиса (пересказа содержания пьесы), составленного во II веке н. э.
Предположительно в пьесе рассказывалось о любви Макарея и его сестры Канаки (детей Эола). По одной из версий, трагедия могла называться «Канака».
«Эола» упоминает Аристофан в комедии «Облака». Российский антиковед Фаддей Зелинский причислял «Эола» к лучшим пьесам Еврипида, констатируя, что его утрата при том, что сохранились «такие посредственные драмы, как „Гераклиды“ и „Андромаха“», точно не связана с эстетической стороной вопроса.